# Aleksander Tassa
Aleksander Tassa (Tartu, 5 de Julho de 1882 – Tallinn, 23 de Março de 1955) foi um artista e escritor estoniano.
Foi um dos fundadores da Escola de Artes Pallas e da sociedade Pallas. Entre 1918 e 1922 foi o diretor da sociedade Pallas. Entre 1931 e 1940 foi o diretor do departamento de história e cultura da arte no Museu Nacional da Estónia.
Ele morreu em 1955 e está enterrado no cemitério de Rahumäe.